# Börtönlapok Romániában
Börtönlapok Romániában Alkalmi sajtótermékek, melyeket a Román Kommunista Párt (RKP) kezdeményezésére egyrészt a bebörtönzött kommunista foglyok szerkesztettek, másrészt különféle tömegszervezetek adtak ki legálisan vagy illegálisan a bebörtönzöttek támogatására. Az első kategóriába tartozik a kolozsvári katonai börtön kommunista foglyainak kézzel írott s a városban sokszorosított Bilincs c. lapja (1926. december), valamint a No. 32 Cella, amelyet Veress Pál szerkesztett és írt a marosvásárhelyi katonai börtönben (1930. aug.).
A magyar nyelvű erdélyi börtönlapok mintájául szolgált az ország leghírhedtebb börtönében, Doftanán már 1924-ben megjelent Doftana, majd az ugyanott 1932-ben szerkesztett Bolșevicul Încătușat és Doftana Roșie.
Legálisan jelent meg a Proletár védelem (Buk. 1928. dec. – 1930. márc.) Encsel Mór, és a Szolidaritás (Kolozsvár, 1932. január-október) Józsa Béla szerkesztésében.
A Vörös Segély és a Munkás Segély az 1930-as években több illegális lapot adott ki: Vörös Segély (Kolozsvár, 1930. december – 1935), A romániai Vörös Segély erdélyi tartományának értesítője (Kolozsvár, 1931), Le a terrorral! (1932), Terror ellen (Kolozsvár, 1932-33), A nemzetközi Vörös Segély Szatmár megyei tagozatának értesítője (Szatmár, 1932), Tömegharc a fehérterror ellen (Kolozsvár, 1933), Felszabadulás (Arad,  1933), Le a terrorral! (Lugos, 1933), A segély (A Szolidaritás Frontja észak-erdélyi tartományi közlönye, Kolozsvár, 1941). Mindezek a lapok segélyakciókat szerveztek, követelték az amnesztiát és híreket közöltek a bebörtönzöttek életéből.